# Ramsay Traquair (architecte)
Ramsay Traquair (29 mars 1874 - 26 août 1952) est le pionnier de l'étude de l'architecture ancienne au Canada.

## Biographie
Natif d'Édimbourg, fils du paléontologue Ramsey Traquair, il complète ses études universitaires dans cette ville ainsi qu'à Bonn, puis reçoit une bourse du National Art Survey et devient  membre de l'institut national des architectes. 
Professeur dans la British School at Athens, il enseigne en Grèce, puis dans le collège de sa ville natale. Ses réflexions sur l'art sont en partie inspirées des écrits du philosophe Benedetto Croce. En 1913, l'Université McGill lui offre un poste dans son département d'architrecture.
Son intérêt pour l'architecture canadienne commence en 1918 en feuilletant des anciennes illustrations d'églises. Il est alors membre de plusieurs associations canadiennes dévouées à l'art.
À partir de 1925, il étudie les vieilles chapelles et monuments et se met à publier des articles dans Journal of Royal Architectural Institute of Canada. L'anthropologue Marius Barbeau sera l'un de ses collaborateurs. 
En commentant son travail, l'historien Antoine Roy l'a surnommé le « père de l'archéologie canadienne ». Il est décédé en 1952. Le vieillissement rapide des bâtiments déjà remarqué à l'époque a suscité de nos jours la création de la Fondation du patrimoine religieux.